# Eisenbahnunfall von Marslev

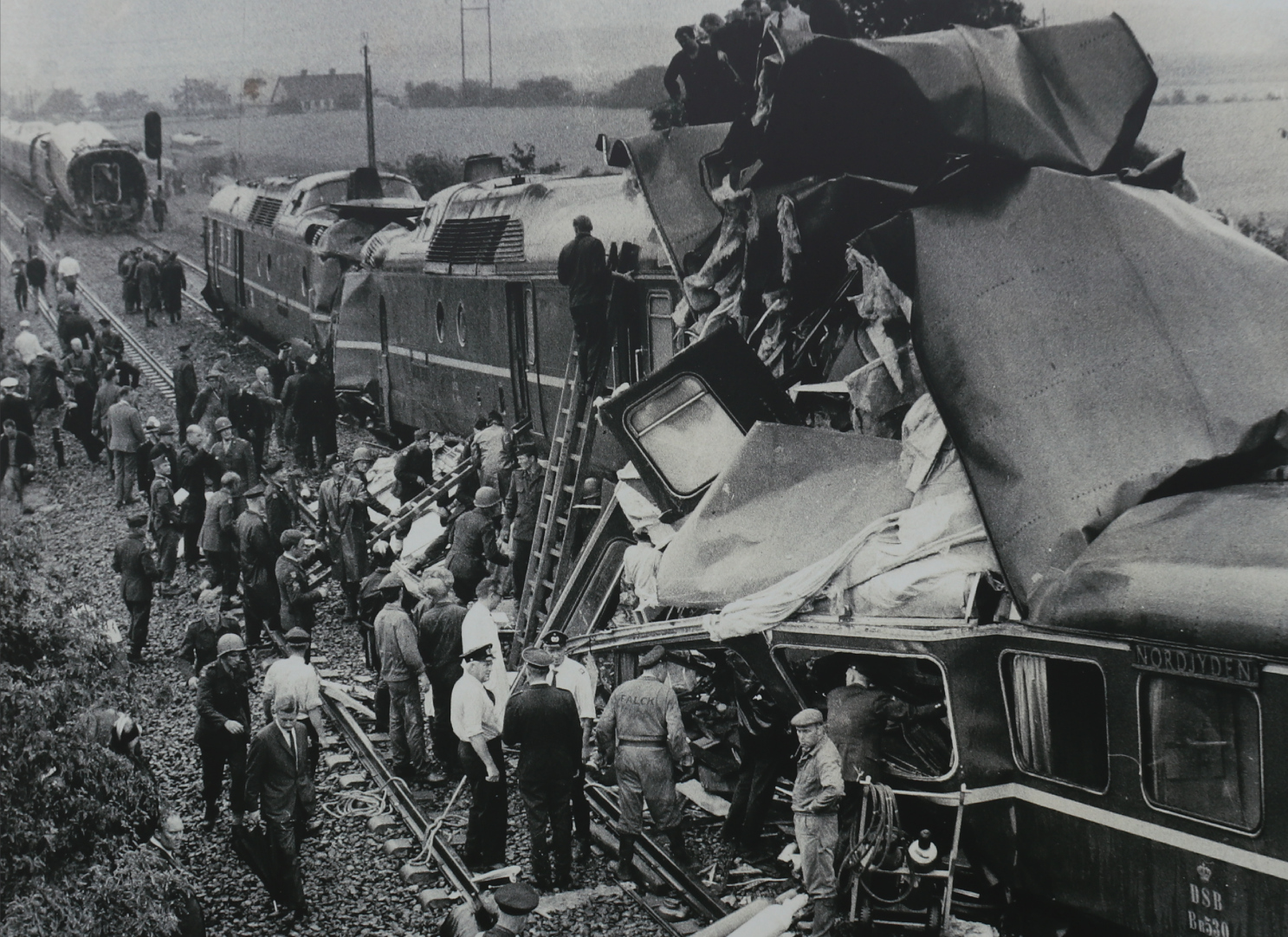
Eisenbahnunfall von Marslev

Der Eisenbahnunfall von Marslev am 10. August 1967 war ein Auffahrunfall bei Marslev auf der Insel Fyn im südlichen Dänemark.

## Ausgangslage
Zwei Schnellzüge, der Sydvestjyden und der Nordjyden, waren hintereinander auf der Strecke von Odense in östlicher Richtung nach Kopenhagen unterwegs, als der voraus fahrende Sydvestjyden, Zug Nr. 38, wegen eines mechanischen Defekts liegen blieb. Beide Züge waren Dieseltriebwagen der Baureihe MA in Aluminium-Leichtbauweise und bestanden aus je zwei dieser Fahrzeuge. Der Sydvestjyden wurde aus den Garnituren MA 464-AM 501-BR 533-BS 481 + BS 485-BM 523-AM 503-MA 469 gebildet, der Nordjyden aus den Garnituren MA 465-AM 507-BR 530-BS 489 + BS 483-BM 522-AM 504-MA 460. Es herrschte Nebel und die Sicht war schlecht.

## Unfallhergang
Der Sydvestjyden blieb genau vor einem Signal stehen, sodass 114 Meter des Zuges vor dem Signal und 35 Meter hinter dem Signal standen. Die Spitze des Zuges befand sich aber noch 20 Meter vor dem Kontakt, dessen Überfahren das Signal hätte auf Halt zurückfallen lassen. Dieses zeigte also weiter Fahrt. Der zurückliegende Blockabschnitt, in dem der hintere Teil des Zuges stand, war rückwärtig durch ein haltzeigendes Signal gesichert. Der Lokomotivführer des zweiten Zugs hielt vor diesem Signal an und erkundigte sich bei der Zugleitstelle in Odense nach dem Grund. Diese ging von einer Signalstörung aus und gab ohne die erforderliche Überprüfung fernmündlich die Fahrt für den zweiten Zug frei. Unter diesen Umständen war eine zulässige Höchstgeschwindigkeit von 30 km/h vorgeschrieben. Nachdem er sich mit dieser vorgeschriebenen Geschwindigkeit dem nächsten Signal genähert hatte, sah der Triebfahrzeugführer, dass das folgende Signal Fahrt zeigte. Was er aufgrund der Geländeformation, des Bewuchses und der allgemein schlechten Sicht an diesem Tag nicht sah, war, dass der liegengebliebene Zug an diesem Signal stand. Er konnte nicht erkennen, dass dieses Signal nicht ihm, sondern dem liegengebliebenen Zug galt. Er bezog es auf sich und beschleunigte. So fuhr gegen 10:10 Uhr der zweite Zug mit 70 bis 80 km/h auf den stehenden Zug auf. Der Aufprall war so heftig, dass ein erheblicher Teil der Wagen gestaucht und der vordere Zug so weit nach vorne geschoben wurde, dass er über den Kontakt gelangte und das Signal sich nun auf Halt umstellte. Da unmittelbar zwei Motorwagen aufeinander prallten, wurde ein erheblicher Teil der Aufprallenergie von deren Motorblöcken absorbiert. Die Aluminium-Leichtbauweise der Züge konnte nur in geringem Umfang die bei dem Unfall auf die Züge einwirkenden Kräfte absorbieren. Im auffahrenden Zug wurde der Personenwagen Erster Klasse, AM 507, unter dem Triebkopf MA 465 vollständig zerquetscht, der dann folgende Buffetwagen, BR 530, ebenfalls zur Hälfte zerstört. Dieser vordere Zugteil des auffahrenden Zuges kam aus Frederikshavn. Im Sydvestjyden wurden der hinten laufende Triebkopf und drei Wagen schwer beschädigt. Diese kamen von Sønderborg.

## Folgen
Bei dem Unfall starben 11 Menschen, 17 wurden darüber hinaus schwer, 19 leicht verletzt nach anderen Angaben wurden 80 Menschen verletzt. Aufgrund zahlreicher Schaulustiger, die die Unfallstelle sehen wollten, kam der Verkehr auf der benachbarten Fernstraße 1 (Hovedvej 1) für mehrere Tage fast zum Erliegen.